# فهرست کلیساهای ارمنی در جمهوری آذربایجان
فهرست کلیساهای ارمنی در جمهوری آذربایجان، از سده ۴ (میلادی) تا سده ۱۹ (میلادی).

## باکو
- کلیسای تادئوس بارتوقیموس مقدس

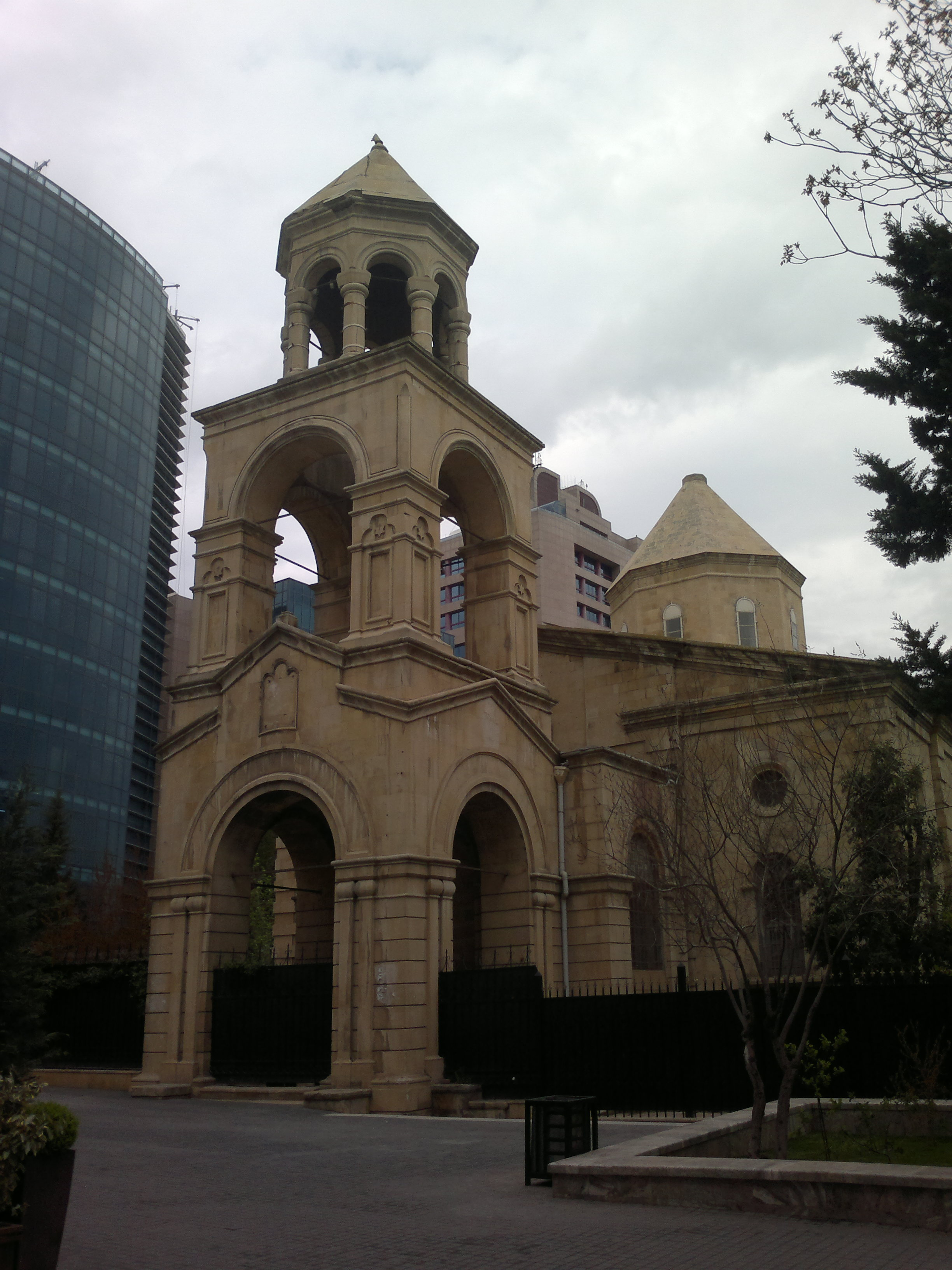
کلیسای گریگور روشنگر مقدس در باکو

در سال ۱۹۰۰م ساخته شده و می‌توانسته ۱۵۰۰ نفر را در خود جای دهد ولی در سال ۱۹۳۰م بعد از قتل‌عام ارمنی‌های باکو تخریب شد و به جای آن هنرستان هنرهای زیبا ساخته شده است. مهندس معمار این کلیسا آقای هوانس کاچازونی نخست وزیر اولین جمهوری ارمنستان بوده است.
- کلیسای مریم مقدس

در سال ۱۷۹۹م در یکی از قدیمیترین محله‌های باکو ساخته شده بود، ولی این کلیسا در سال ۲۰۱۰م به طور کامل تخریب شده است.
- کلیسای گریگور روشنگر مقدس

در سال ۱۸۸۷م مناره کلیسا ساخته شده و در سال ۱۹۰۳م به طور کامل ساخت کلیسا به اتمام رسید.
صلیب کلیسا برداشته شده و حال کلیسا به عنوان کتابخانه از آن استفاده می‌شود.

## گاندزاک (گنجه)
- کلیسای هوانس مقدس

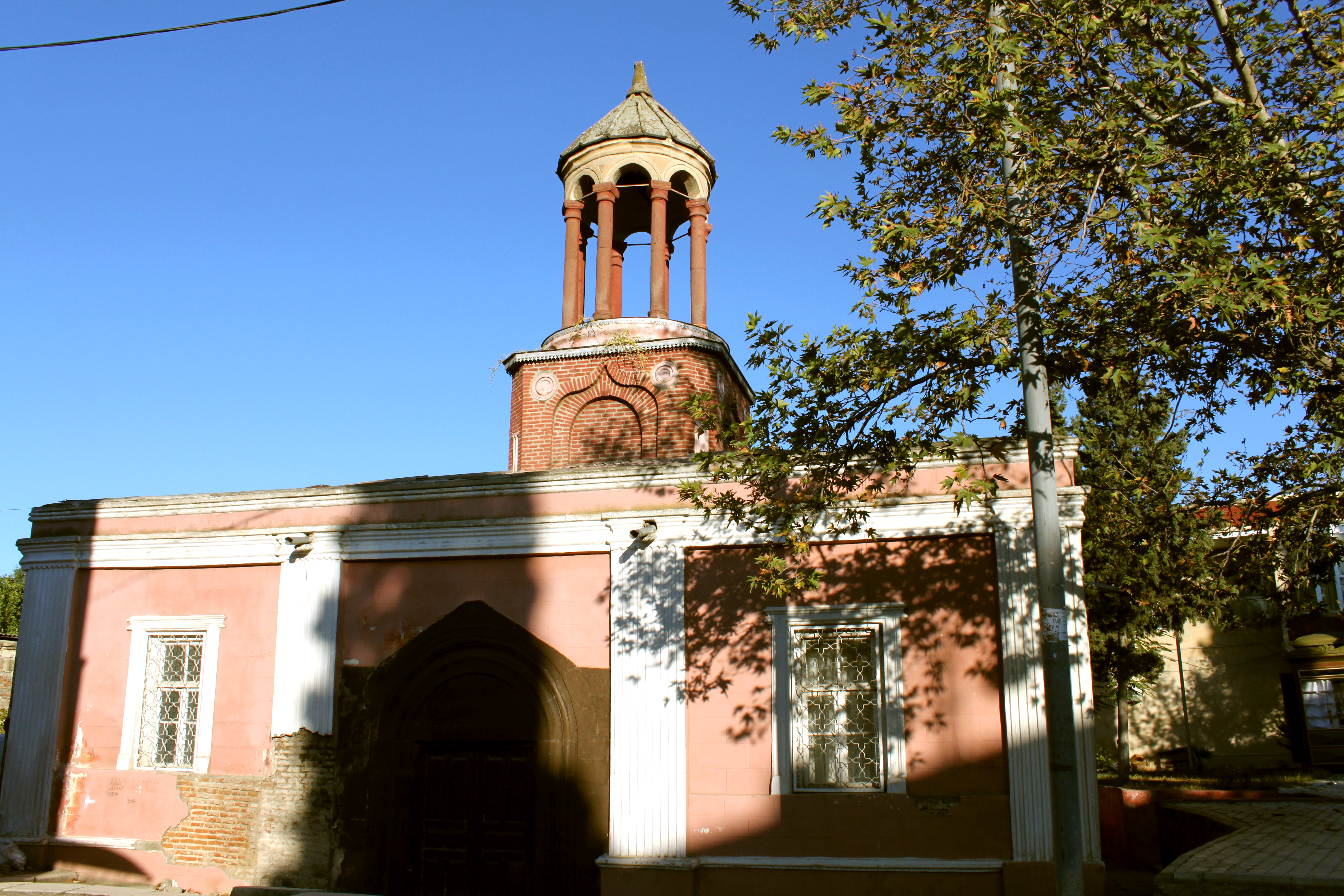
کلیسای هوانس مقدس

این کلیسا در سال ۱۶۳۳م ساخته شده و یک بار در سال ۱۸۶۰م تعمیر و بازسازی شده است.
در حال حاضر به عنوان باشگاه موسیقی از آن استفاده می‌شود. دولت جمهوری آذربایجان، دیوارهای کلیسا را از داخل و خارج رنگ آمیزی کرده (دیوارهای کلیسا سفید رنگ بوده است) و تمامی نمادهای مسیحی و کتیبه‌های به زبان ارمنی که نشان دهنده کلیسا و مکان مقدسی است را از بین برده است.
- کلیسای تادئوس بارتوقیموس مقدس

این کلیسا متعلق به قرن هجدهم بوده و به طور کامل تخریب شده است.
- کلیسای گریگور روشنگر مقدس

کلیسا در سال ۱۸۶۹م ساخته شده است. در سال ۱۹۸۸ بعد از قتل‌عام ارمنی‌های گنجه،نمادهای مسیحی این کلیسا از بین برده شده و وهابیون از آن استفاده می‌کنند.
- کلیسای تادووس مقدس

این کلیسا متعلق به قرن هجدهم بوده و به طور کامل تخریب شده است.
- کلیسای کریستوس آمناپرکیچ-مسیح نجات دهنده

این کلیسا متعلق به قرن هفدهم بوده و به طور کامل تخریب شده است.
- کلیسای سرکیس مقدس

این کلیسا متعلق به قرن هجدهم بوده و به عنوان موزه از آن استفاده می‌شود.

## گاردمانک
کلیساهای ارمنی در گاردمانک که از توابع شهرستان کارهات (شهرستان داش‌کسن) می‌باشد و در ۳۶کیلومتری شمال غرب شهر گنجه واقع شده است.
- کلیسای اِستپانوس مقدس

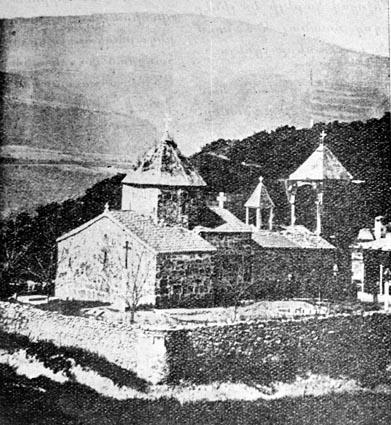
کلیسای تارگمانچاتس در سال ۱۹۱۱م

این کلیسا در روستای پیپ (نام روستا از یک راهبه ای به نام پپرونیا گرفته شده است)، در سال ۱۸۴۷م ساخته شده است.
- کلیسای پِپِرونیا مقدس

این کلیسا متعلق به قرن هفدهم بوده و توسط راهبه‌ای به نام پپرونیا مقدس ساخته شده است.
- دیر چارِک

متعلق به قرن هفدهم بوده و در حال حاضر توسط روستائیان (تُرک و کُرد) به عنوان انبار غله از آن استفاده می‌شود.
- دیر هاراندز

این کلیسا در سال ۱۶۶۷م ساخته شده و نیمه خرابه است.
- دیر هاراندز یا خامشی

متعلق به قرن دوازدهم میلادی می‌باشد و نیمه خرابه است.
- کلیسای تارگمانچاتس

متعلق به قرن چهارم میلادی می‌باشد و نیمه خرابه است.
- دیر خونیسا

متعلق به قرن نهم میلادی می‌باشد و نیمه خرابه است.
- دیر مادزنابِردی

متعلق به قرن هجدهم میلادی می‌باشد و نیمه خرابه است.
- دیر کارهانی

متعلق به قرن هفدهم میلادی می‌باشد و نیمه خرابه است.
- تارگمانچاتس یا مترجمان مقدس

متعلق به قرن پنجم میلادی می‌باشد و نیمه خرابه است.
- کلیسای مریم مقدس

متعلق به قرن نوزدهم میلادی می‌باشد.
- کلیسای گریگور مقدس

این کلیسا از سال ۱۸۶۳ تا ۱۸۶۶ ساخته شده است.

## نخجوان

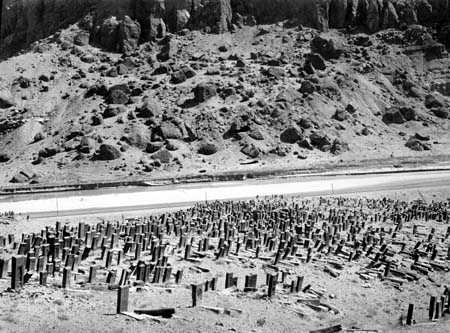
چلیپاسنگ‌ها عکس گرفته شده متعلق به سال ۱۹۱۵م

طی هفتاد سال تسلط اتحاد جماهیر شوروی سوسیالیستی و اعمال سیاست‌های ارمنی‌زدایی از منطقهٔ نخجوان شمار زیادی از ارمنیان این ناحیه به اجبار از نخجوان کوچ کردند و متعاقب این مهاجرت آثار به جای مانده از آنان نیز به دست حکومت محلی تخریب شد.
پس از استقلال جمهوری‌های سابق شوروی و آغاز مناقشهٔ قره‌باغ، ارمنیان باقی‌مانده در نخجوان نیز از این منطقه اخراج شدند. طی سال‌های پس از استقلال، جمهوری آذربایجان با پیروی از سیاست‌های ترکیه برای اثبات عدم تعلق ارمنیان به این منطقه و نبود پیشینه‌ای از آنان اقدام به تخریب بناهای تاریخی به جای مانده از ارمنیان در ابعاد بسیار وسیع کرد.
حد نهایت این نابودسازی فرهنگی در منطقهٔ جلفا اتفاق افتاد. در کنارهٔ رود ارس و در نزدیکی خط مرزی ایران، حدود سه هزار چلیپاسنگ (سنگ صلیب) مربوط به سده‌های نهم تا شانزدهم میلادی قرار داشت که آثاری منحصر به فرد محسوب می‌شدند. در ۱۹۹۸م جمهوری آذربایجان با کمک ماشین‌آلات سنگین پس از خرد کردن این چلیپاسنگ‌ها شروع به حمل آنها کرده و با قطار به داخل رود ارس ریختند و سپس، در محل این آثار با ارزش تاریخی میدان تیر بنا کردند.

## نگارخانه

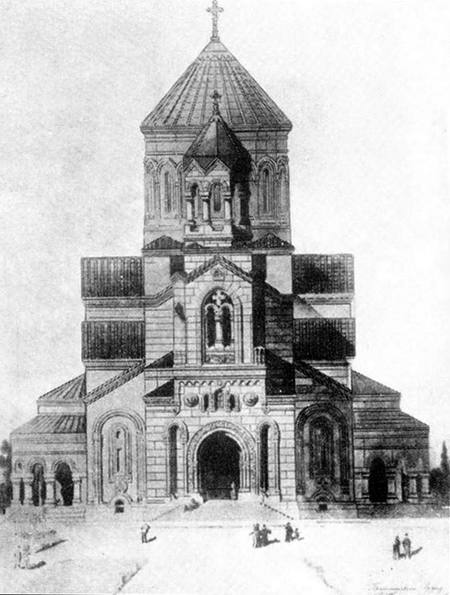
کلیسای تادئوس بارتوقیموس مقدس در باکو
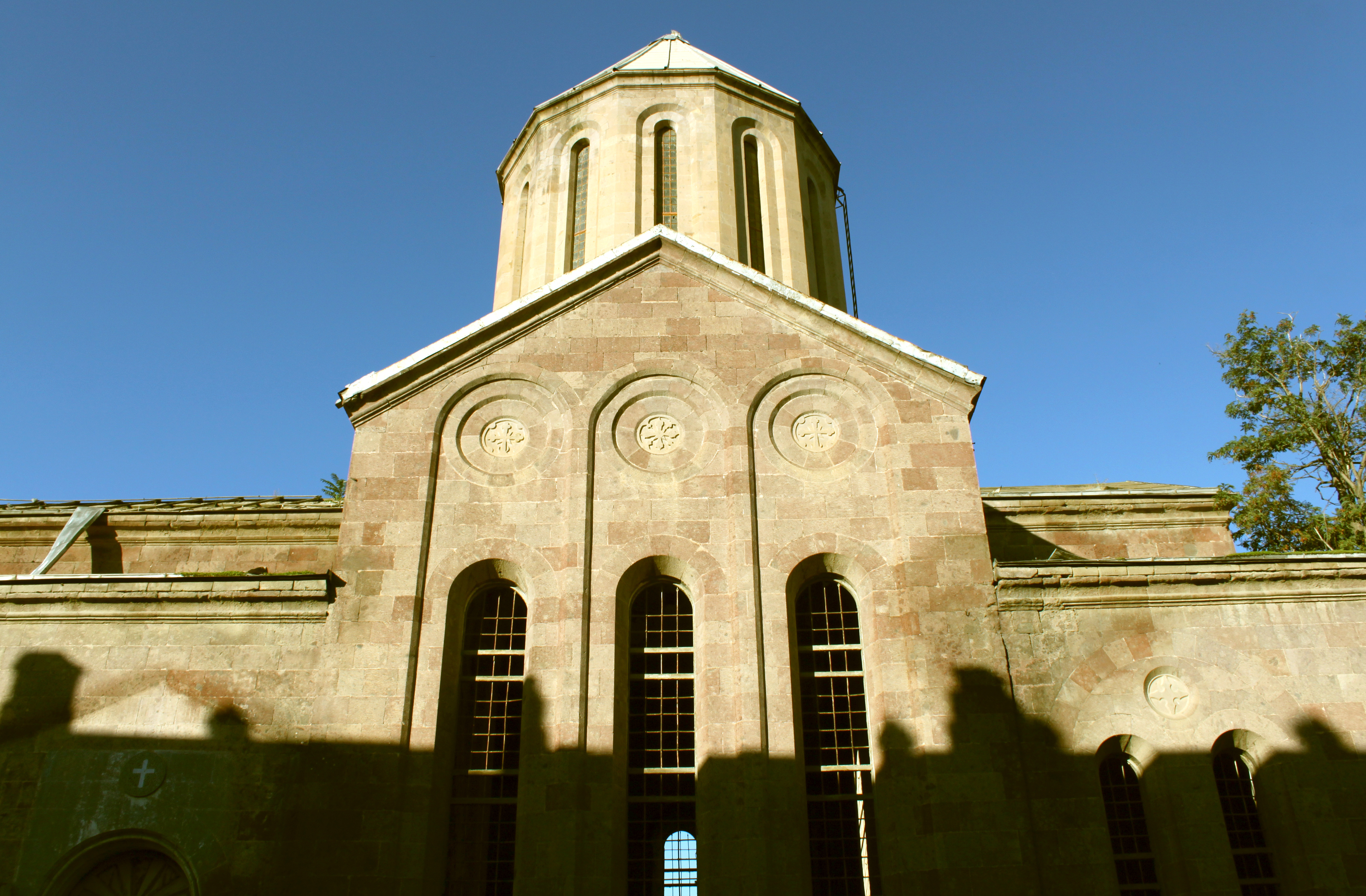
کلیسای گریگور روشنگر مقدس در گنجه